# Hyphoraia hamata
Hyphoraia hamata är en fjärilsart som beskrevs av Arnold Spuler 1906. Hyphoraia hamata ingår i släktet Hyphoraia och familjen björnspinnare. Inga underarter finns listade i Catalogue of Life.